# Vellozia macedonis
Vellozia macedonis là một loài thực vật có hoa trong họ Velloziaceae. Loài này được Woodson miêu tả khoa học đầu tiên năm 1950.